# Eusèbe Galmiche
Pour les articles homonymes, voir Galmiche.
Eusèbe Galmiche, né à Vesoul le 18 avril 1841 et mort à Dijon le 26 décembre 1913, est un conservateur des eaux et forêts. Sa carrière s'est déroulée dans l'est et le centre de la France, essentiellement vouée à l'étude, l'exploitation et la régénération de la forêt. Il a effectué pendant trois ans une mission d'expertise auprès du gouvernement ottoman pour gérer la forêt turque.

## Biographie

### Formation
Eusèbe Galmiche nait au n°17 rue de l'Aigle noir à Vesoul et passe sa jeunesse en Franche-Comté, pays de tradition forestière, où son oncle Charles Galmiche est inspecteur des eaux et forêts.
De 1860 à 1862, il fait partie de la 37e promotion de l’École forestière de Nancy.

### Carrière
De 1862 à 1902, Galmiche fait carrière dans l'administration des eaux et forêts, passant du grade de garde général stagiaire, à Vesoul, au grade le plus élevé, celui de conservateur, à Dijon.

#### Restauration des terrains en montagne
De 1863 à 1870, il est garde-général des forêts, affecté au service du reboisement à Digne pour restaurer les terrains de montagne les plus dégradés. Il contribue ainsi au nouveau dispositif réglementaire créé par la loi du 30 juillet 1860 sur la restauration des terrains en montagne (RTM). Il complète son expertise des ballons des Vosges par l’étude et la gestion des torrents et des pâturages d’été sur les hauts sommets.

#### Mission forestière en Turquie
Eusèbe Galmiche a effectué pendant trois ans une mission d'expertise auprès du gouvernement ottoman pour gérer la forêt turque. Il fait partie des forestiers français missionnés en février 1870 par le ministre des Finances auprès du gouvernement ottoman, afin de reconnaître les ressources du patrimoine forestier, plus particulièrement les forêts côtières de la mer Noire,.
La guerre franco-allemande de 1870 déclarée, il revient en France et sert comme sous-intendant dans l’armée des Vosges.
Début 1871 il reprend sa mission auprès du gouvernement ottoman. Il est plus particulièrement chargé de reconnaître les forêts du vilayet de Kastamonu et en fait des propositions de réorganisation.
Les forestiers français, pour leurs réalisations : 
- Dressage précis de la carte des forêts turques
- École forestière à l'origine de la Faculté des forêts d'Istanbul [11]
- Élaboration de la réglementation forestière turque

sont récompensés par les distinctions honorifiques de l'Osmaniye et du Médjidié et sont promus dans l'École forestière d'Istanbul ou la vice-présidence des conseils de travaux turcs.

L'équipe de Montrichard et Galmiche « met finalement sur pied une administration turque active et cohérente ».

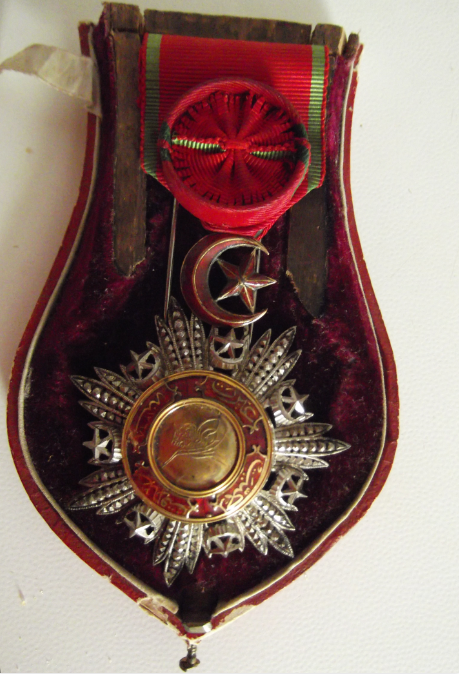
Médaille de l'Ordre du Médjidié Classe 4
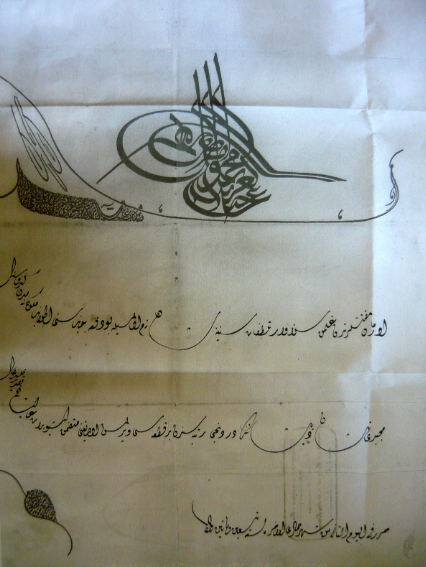
Document de l'Ordre du Médjidié Classe 4
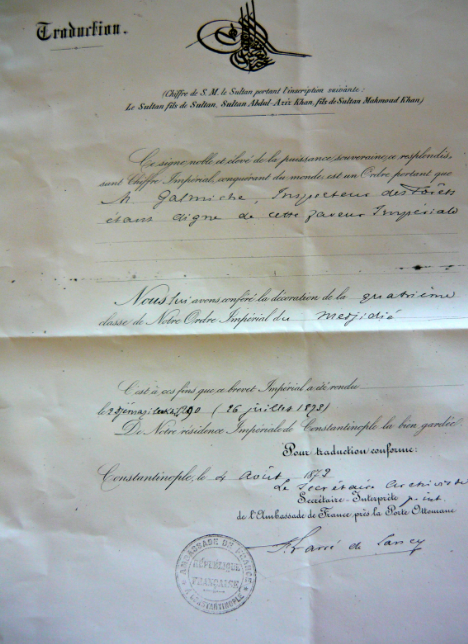
Traduction du document de l'Ordre du Médjidié Classe 4

#### Aménagement centre et est de la France

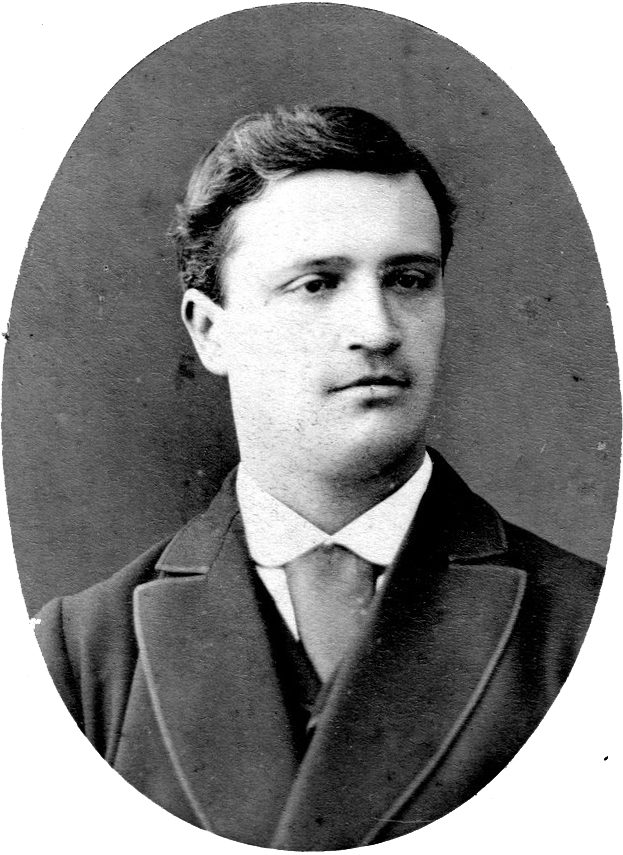
Eusèbe Galmiche à Constantinople en 1872

En 1873 il rentre en France où il est nommé aux services d’aménagement de Tours, de Grenoble en 1876, de Bourges en 1882,, qu'il quitte en 1883 pour Darney dans les Vosges, où il est nommé inspecteur des eaux et forêts.
Sa carrière se poursuit à Dijon en 1891 où il obtient le titre de conservateur des eaux et forêts.
L'heure de la retraite sonne en février 1902, il a été cité régulièrement dans le périodique de référence de l'époque en matière forestière, la Revue des eaux et forêts.
En 1903, il est nommé membre du comité exécutif de la société forestière de Franche-Comté et Belfort.
À partir de 1908, il siège comme conseiller municipal à la mairie de Dijon. Il y laisse le souvenir d’un grand travailleur en toute humilité avec par exemple la mise en œuvre des jardins ouvriers instaurés depuis peu pour aider les familles.
Il meurt le 26 décembre 1913 à Dijon. Sa carrière et ses obsèques sont relatées dans le journal dijonnais Le Bien public,.

## Travaux publiés

### Épigraphie
Lors de son second séjour en Turquie, Galmiche copie une vingtaine d'inscriptions lapidaires grecques inédites dans la région correspondant à la partie orientale de l'ancienne Bithynie, sur une rive du Sakarya,  qu'il publiera ultérieurement dans un opuscule de 7 pages intitulé Souvenirs d'Orient,,,,,. Georges Perrot note que la publication de Galmiche est le plus important recueil sur l'épigraphie grecque de la région : « tout étranger que ce voyageur fût aux études épigraphiques, ces textes ont été copiés par lui avec un soin, avec une exactitude qu'il convient de signaler hautement ».

### Futaies et taillis-sous-futaie
Le forestier Galmiche justifie ses études des forêts sous régime de futaie et régime de taillis avec des données chiffrées.
Son tableau Réserve des taillis sous futaie est repris dans les ouvrages forestiers français et étrangers,, ainsi que son opuscule sur les futaies jardinées ,,,,.

## Hommages
- Une route forestière du massif du Vercors proche de Villard-de-Lans porte le nom d’Eusèbe Galmiche [41],[42].
- Un scialet proche de la route Galmiche a hérité du même nom[43].

## Décorations
- Chevalier de la Légion d'honneur (au titre de l'intendance militaire, 8e Région, 39 ans de service et une campagne. Décoration remise par le général de division Ferron le 16 janvier 1900[44])
- Chevalier de l'ordre du Mérite agricole (Décret du 31 juillet 1891 au titre de 33 ans de service[45])
- Chevalier de l'ordre du Médjidié du gouvernement ottoman[46].

## Publications

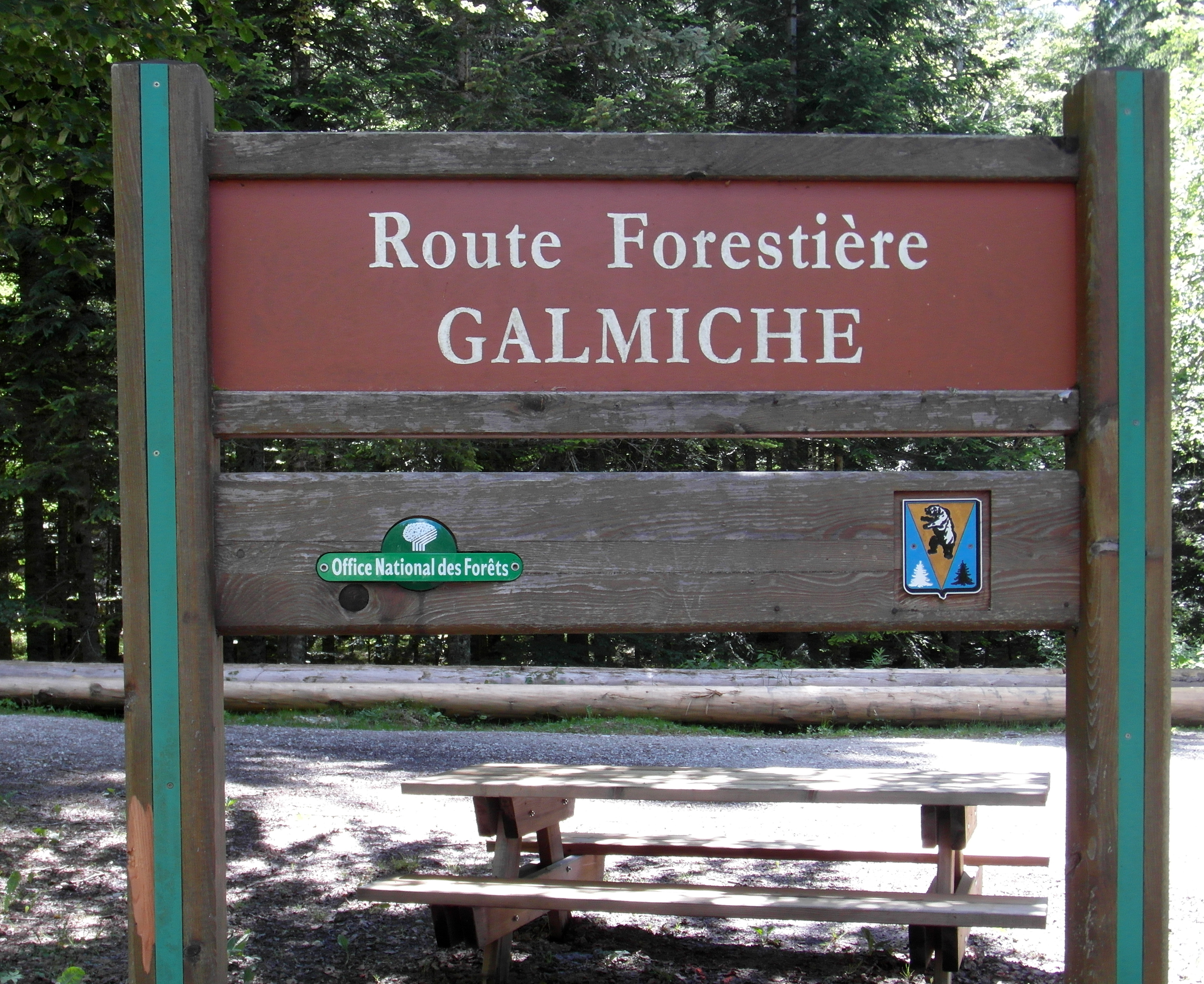
Route forestière Galmiche dans le Vercors

- « Notice sur l'aylande glanduleux », Recueil agronomique, industriel et scientifique,‎ 1863 (lire en ligne)
- « Du traitement de futaies irrégulières », Revue des eaux et forêts, vol. 5, no 30,‎ 1891 (lire en ligne)[47]
- « Des bouquets de bois résineux », Revue des eaux et forêts, vol. 7, no 32,‎ 1893 (lire en ligne)
- « Étude sur les réserves des taillis sous futaie », Bulletin de la Société forestière de Franche-Comté,‎ 1893[48]
- Souvenirs d'Orient, Besançon, Paul Jacquin, 1894, 7 p. (ASIN B001C9CUEM, lire en ligne)
- Nomenclature des hameaux, fermes et écarts du département de la Côte-d'Or, avec l'indication des communes auxquelles ils appartiennent, L Damidot, 1904, 45 p. (ASIN B001C7M5TO)
- Les Taillis de l’inspection de Dijon-Sud, Édition Imprimerie Jacquin, 1904[49].
- Lettre à un propriétaire de futaie jardinée, Édition Imprimerie Jacquin, 1905[50].
- Revue des eaux et forêts, t. 50, Paris, Lucien Laveur, 1911, 762 p. (lire en ligne), P734-5 Chronique forestière
- Cours élémentaires de botanique forestière et seconde lettre à un propriétaire de futaies jardinées in Revue des eaux et forêts, volume 53 d’A. Frézard et S. Frézard, 1915.
- Étude de l’amélioration des pâturages communaux dans l’arrondissement de Barcelonnette repris in Annales des sciences forestières Volume 3, Nancy, École nationale des eaux et forêts, 1929.